# Corpus Christi en Barcelona
La solemnidad del Corpus Christi en Barcelona ha sido históricamente una de las fiestas más importantes de la ciudad. Su procesión, documentada desde 1320, es una de las más antiguas de Europa y se considera la primera celebrada en España.

## Procesión
En Barcelona la procesión de Corpus Christi es una fiesta religiosa, festiva y popular. Se divide en dos partes: la procesión festiva, organizada por el ayuntamiento, donde desfilan figuras históricas de la imaginería barcelonesa, acompañadas por comparsas musicales y bailes tradicionales; y la procesión religiosa, organizada por el Cabildo de la Catedral, donde desfila la custodia con la Santa Forma.
Los días previos a la procesión, la imaginería festiva se expone en la Casa de la Ciudad, en la plaza de San Jaime. El domingo infraoctavo, a las siete de la tarde, mientras el arzobispo de Barcelona oficia la misa de Corpus Christi en el Pla de la Seu, la procesión festiva se desplaza desde la plaza de San Jaime hasta la Catedral, por la calle Obispo. El séquito festivo desfila en el siguiente orden:
- Coronela de Barcelona

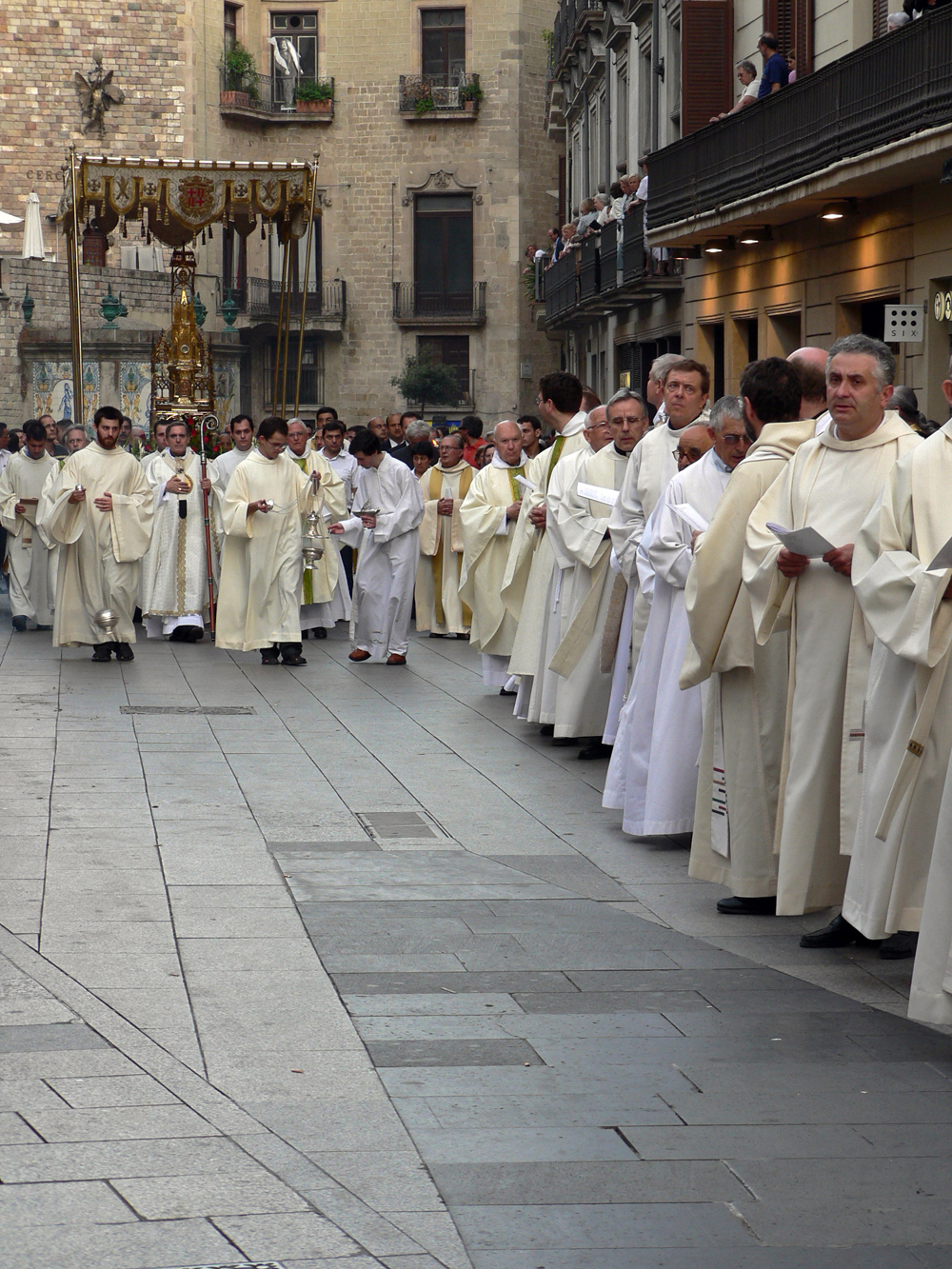
Procesión religiosa, con la Custodia, sobre el trono del rey Martín y bajo palio, al fondo.

- Cavallets cotoners, con sus músicos
- Pendón de Santa Eulalia
- Escolta de los Trabucaires Perot Rocaguinarda
- Águila de la Ciudad con los Ministrers de la Ciudad
- León de Barcelona
- Cabezudos maceros
- Gigantes de la Ciudad
- Baile de Cercolets del Esbart Català de Dansaires, con sus músicos
- Mulassa de Barcelona.
- Buey de Barcelona
- Gigantes grandes y pequeños del Pi
- Baile de bastones del Esbart Català de Dansaires, con sus músicos
- Dragón de Barcelona, con sus músicos
- Vibria de Barcelona
- Enano Cu-cut y gigantes de San Roque de la plaza Nova, con sus músicos
- Tarasca de Barcelona, con sus músicos
- Gigantes nuevos del Corpus
- Delfín del Casco Antiguo, con sus músicos
- Gigantes de Santa María del Mar
- Falcones de Barcelona
- Moixiganga de Barcelona y Trampas de la Ciudad
- Guardia Urbana de gala a pie.

Al llegar a la plaza Nova, junto a la Catedral, al séquito festivo se le une el eclesiástico, una vez finalizada la misa. Este bloque lo encabezan el macero de la Catedral y la cruz procesional, seguidos de la confalones parroquiales, acompañados de banda musical. A continuación, hermandades y cofradías de la Archidiócesis de Barcelona, seguidos de infantes de primera comunión, caballeros de distintas órdenes, seminaristas y clero. Les sucede la custodia con el Santísimo Sacramento, sobre el trono del rey Martín, bajo palio, portado por privilegio inmemorial por Caballeros del Real Cuerpo de la Nobleza de Cataluña antiguo Brazo Militar del Principado condados de Rosellón y Cerdaña. Cerrando la comitiva desfilan las autoridades, la Banda Municipal de Barcelona y los fieles.
Desde la plaza Nova, el conjunto del desfile (con el séquito festivo por delante de la procesión religiosa) recorre la calle Arcs, la avenida del Portal del Ángel, la calle Condal y la Vía Layetana hasta la calle Joaquim Pou, por donde regresa a la avenida de la Catedral. En este lugar, el séquito popular hace una reverencia de acatamiento al paso de la custodia que pone final a la procesión.

## L'ou com balla
El día de Corpus varios edificios históricos de Barcelona abren al público las puertas de sus patios y claustros, donde se exhibe L'ou com balla. Esta tradición consiste en colocar un huevo vacío sobre el chorro de agua de una fuente, de manera que cabriole sin caer. La fuente suele engalanarse con adornos florales, especialmente ginesta y claveles, y frutas del tiempo, como las cerezas.
L'ou com balla es una tradición de origen barcelonés, documentada desde el año 1440. En la actualidad ha ganado protagonismo y aparte de su escenario tradicional, el claustro de la Catedral, se ha extendido a otros espacios de Barcelona y de poblaciones vecinas.

## Baile de sardanas
Uno de los elementos festivos introducidos en el siglo XX es el baile de sardanas, que tiene lugar la tarde del jueves de Corpus en la plaza de San Jaime. La música va a cargo de la Cobla Sant Jordi - Ciutat de Barcelona.